# Кінь та його хлопчик
«Кінь та його хлопчик» (англ. The Horse and His Boy) — фентезійний роман (повість) для дітей англійського письменника К. С. Льюїса, опублікована видавництвом Geoffrey Bles у 1954 році. Є третьою книжкою гептології «Хроніки Нарнії» (п'ята за порядком публікації). Дія роману відбувається в період, описаний в останньому розділі «Лева, Білої відьми та шафи» — часу правління братів і сестер Певенсі в Нарнії. Сьюзен, Едмунд і Люсі Певенсі (Пітер у розповіді участі не бере) там з'являються лише другорядними персонажами, а головними в романі є двоє дітей з Калормену і двоє нарнійських коней-мовців. Протягом розвитку подій ним вдається запобігти завоюванню Арченландії калорменцями. Як і інші книжки циклу, «Коня та його хлопчика» ілюструвала художниця Пауліна Бейнс, її ілюстрації відтворювалися і в наступних виданнях.

## Сюжет
Хлопчик Шаста живе в Калормені на березі моря разом з рибалкою Аршишем, якого вважає своїм батьком. Одного дня в їхньому домі зупиняється таркаан (калорменський вельможа), який умовляє Аршиша продати йому хлопчика. Випадково підслухавши розмову, Шаста дізнається, що він не є рідним сином рибалки, а був знайдений ним на березі у човні, поруч тіла мертвого лицаря. Несподівано для Шасти кінь таркаана заговорює з ним і повідомляє, що він нарнійський кінь-мовець, у дитинстві спійманий людьми і проданий калорменцям. Відкривши хлопчику, що його господар жорстока людина, кінь Брі пропонує Шасті втекти разом до Нарнії.
Невдовзі після втечі кінь і хлопчик зустрічають ще одних втікачів: нарнійську кобилу Гвін і дівчинку Аравіс, дочку одного багатого таркаана, що не хотіла виходити за старого нареченого. Також збираючись дістатися до Нарнії, кобила з дівчинкою приєднуються до Брі і Шасти. Від цілі їхньої подорожі їх відділяють рівнини Калормену, велика пустеля, Арченландія і гори, а прямо перед ними лежить калорменська столиця Ташбаан. Вдаючи з себе селянських дітей, Шаста й Аравіс пробують з конями перетнути місто. Але раптом вони стикаються з посольством нарнійського короля Едмунда, і один з вельмож впізнає в Шасті кудись зниклого цього дня принца Коріна, сина арченландського короля Луна. Переляканого хлопчика ведуть у палац Тишрока, а зніяковіла Аравіс ховається в критому паланкіні своєї подруги Лазаралеен, яка випадково опинилася зі своїми слугами поруч. У палаці Шасту зустрічають нарнійська королева Сьюзен і фавн Тумнус, які теж називають його Коріном. З'ясовується, що калорменський принц Рабадаш, син Тишрока, закохавшись у Сьюзен, задумав силою утримати її в місті, а потім зробити своєю дружиною. Тумнус пропонує план втечі посольства на кораблі. Увечері у вікно кімнати Шасти забирається хлопчик, як дві краплі води схожий на нього: ним виявляється справжній принц Корін, який весь цей час бився з двома ташбаанськими хлопчаками. Принц умовляє Шасту залишитися, але той, не бажаючи кидати коней з Аравіс, прощається з Коріном і прямує до умовленого заздалегідь місця зустрічі — на березі річки біля стародавніх усипальниць. Шаста мусить чекати своїх супутників всю ніч, його самоту ділить з ним загадковий кіт, який невідомо звідки з'являється і так само таємничо зникає на світанку.
Тим часом Аравіс з Лазаралеен прибувають у палац Тишрока, туди ж слуги відводять коней. Лазаралеен не може зрозуміти, чому її подруга відмовляється від вигідного шлюбу, але погоджується допомогти їй і провести найкоротшим шляхом до річки через палацовий сад. Пробираючись через палац, дівчата вимушені рятуватися втечею від Тишрока з приближеними, ховаються в кімнаті, де випадково підслухують розмову правителя з сином Рабадашем і таркааном Агоштою, нареченим Аравіс. Принц, обурений втечею королеви Сьюзен з Ташбаана, планує йти війною на Арченландію, що розташовувалася між Калорменом і Нарнією, а після її завоювання напасти на Кер-Паравел і захопити королеву. Аравіс вирішує попередити арченландців про агресію, бере коней, і розпрощавшись з Лазаралеен, добирається до місця зустрічі з Шастою. Коні і діти перетинають пустелю, страждаючи від спраги і зазнавши нападу лева, який завдав Аравіс кількох невеликих, але болісних ран. На окраїні пустелі вони зустрічають Самітника, що притуляє в себе поранену Аравіс і коней, а Шаста поспішає далі. На арченландській поляні хлопчик знаходить короля Луна, що теж приймає його за Коріна. Попередивши арченландців про близький прихід калорменського війська, Шаста на наданому йому коні вирушає з ними в Анвард, столицю Арченландії, але втрачає своїх супутників у тумані. Там само стається його зустріч з левом Асланом.
Шаста досягає земель Нарнії, користується гостинністю гномів і звірів-мовців. Олень Керві швидко добирається до Кер-Паравела і приводить звідти нарнійське військо, яке очолюють король Едмунд і королева Люсі; серед вояків Шаста зустрічає і принца Коріна. Нарнійці поспішають на допомогу Анварду, який вже перебуває в облозі калорменців. Битва при Анварді закінчується перемогою нарнійсько-арченландського війська, принц Рабадаш потрапляє в полон. Шасту, що ледь не загинув у бою, приводять до короля Луна, який вже не сумнівається в тім, що незнайомий хлопчик — його старший син Кор, близнюк Коріна, викрадений придворним-зрадником у ранньому дитинстві. Шаста-Кор навіщає Аравіс, розповідає їй свою історію і пропонує залишитися в Арченландії при королівському дворі. Нарнійці і арченландці вирішують, як покарати підступного Рабадаша, і в цей момент з'являється Аслан, за повелінням якого калорменський принц перетворюється на віслюка. Лев оголошує, що Рабадаш знову прийме людську подобу через рік, але після цього він вже не зможе покидати своєї столиці, щоб не перетворитися у віслюка довічно.
Принц Кор, оголошений спадкоємцем престолу, невдовзі зрівнявся у військовому мистецтві зі своїм братом, але в кулачному бою Корін так і залишився неперевершеним. Кор іноді сварився з Аравіс, що не завадило йому, подорослішавши, одружитися з нею. Після смерті Луна вони довго правили Арченландією. Коні Брі і Гвін оселилися в Нарнії (кожний з них завів свою сім'ю), і кожний рік разом переходили гори, щоб навістити своїх друзів в Анварді.

## Теми й мотиви

### Божественний промисел
Після зустрічі з королем Луном Шаста втрачає у тумані своїх супутників-арченландців. Блукаючи в імлі, він відчуває таємничу присутність поблизу. У розмові з незнайомою істотою Шаста говорить про свої знегоди, зокрема, два випадки, коли він зазнав переслідування левами. Його співрозмовець, що виявляється Асланом, відповідає:
|  | Я був тим левом, що змусив тебе приєнатися до Аравіс. Я був котом, що заспокоював тебе поміж останнього притулку мертвих. Я був левом, що відігнав шакалів, коли ти спав. Я був левом, що наснажив коней силою страху для ривка на останню милю, й ти дістався короля Луна вчасно. І я був левом, якого ти не пам'ятаєш і який штовхав човна, в якому лежав ти, напівмертвий малюк, так, щоби він пристав до берега, сидів опівночі без сну чоловік, котрий мусив тебе врятувати. |

Всі події, що Шаста сприймав як знегоди, були передбачені Асланом, його Божественним Провидінням, заради високих цілей.

### Нарнія і Північ
Брі і Шаста використовують вираз «Нарнія і Північ» (Narnia and the North) як бойовий клич, коли починають свою втечу з Калормену. Глибока нудьга наснажує їх обох знайти шлях на їхню справжню батьківщину. Тло, на якому розгортаються події «Коня та хлопчика», разюче відрізняється краєвидами, культурою і особами від обстановки, знайомої за рештою повістей циклу. Перенесення подій у королівство Калормен допомагає передати ідею «неприкаяності», чужоземства з боку персонажів та читача, що посилює мотив туги за домом.

### Божественна Трійця
У листах Льюїс підтверджував здогадки своїх читачів у тому, що триразова відповідь Аслана «Я сам» — натяк на сповідання Бога, єдиного в Трійці. Перше «Я сам» — гучне, що аж земля здригнулась, — натяк на Отця, друге — чітке і ясне — на Сина, третє, ледь чутне, — на Духа Святого.

## Алюзії і відсилання
- Зв'язок Кора з кіньми та мечем, а його брата-близнюка Коріна з кулачним боєм нагадують традиційні асоціації спартанських близнюків Кастора і Поллукса з давньогрецької міфології[6]. Кастор якраз був неперевершеним мечником, а Поллукс — таким же неперевершеним кулачним бійцем. До того ж, Кастор син Тіндарея й Леди, тобто смертний, а Кор жив як простий смертний, названий син рибалки. А Поллукс — син Зевса й Леди, безсмертний, і Корін завжди жив «над простими смертними», тобто як принц.
- Дослідниця Рут Норт зауважує, що епізод з перетворенням грішної людської істоти на віслюка з наступним поверненням людської подоби є відсиланням до «Золотого осла» давньоримського класика Апулея[7].

## Адаптації
- Американська громадська євангельська організація Focus on the Family 2000 року випустила аудіопостановку «Коня та його хлопчика»[8].
- Компанія Walden Media, що створила фільми «Лев, чаклунка та шафа», «Принц Каспіан» та «Підкорювач Світанку», підтримує ідею екранізувати «Коня та його хлопчика» в майбутньому[9].
- Компанія BBC 1998 року випустила радіопостановку «Хронік Нарнії», включаючи «Коня та його хлопчика», під назвою The Complete Chronicles of Narnia: The Classic BBC Radio 4 Full-Cast Dramatisations[10].

## Переклади українською
- Перший переклад повісті українською, виконаний Олесем Маньком, вийшов 2003 року у видавництві «Свічадо».
- У 2006—2008 роках у видавництві «Проспект» вийшло повне видання «Хронік», де «Коня та його хлопчика» переклала Вікторія Наріжна.
- У 2012—2014 роках харківське видавництво КСД також видало українською всі 7 частин «Хроніки Нарнії», де «Коня та його хлопчика» переклали тандемно Ігор Ільїн та Олександр Кальниченко за участі Катерини Воронкіної.